# 许行贯
许行贯（1932年1月—2019年12月24日），湖南长沙人，生于天津，中华人民共和国政治人物，浙江省人大常委会原副主任、党组原书记，浙江省人民政府原常务副省长。

## 生平
1949年7月参加革命。1953年10月加入中国共产党。
1986年10月任浙江省人民政府副省长、省委政法领导小组副组长。1988年12月任中共浙江省委常委、常务副省长、省委政法委副书记。1993年1月任浙江省人大常委会副主任、党组书记。1998年3月任九届全国人大农业农村工作委员会委员。2004年3月离休。